# Abri Patate
Ne doit pas être confondu avec Abri Pataud.
L'abri Patate est un abri sous roche situé sur le territoire de la commune du Moule dans le département de la Guadeloupe en France. 
Découvert en 2003, le site est localisé dans la section dite de « Palais-Sainte-Marguerite » près du lieu-dit de l'Anse Patate (de la patate de mer, une plante aux fleurs violettes) qui lui donne son nom. Présentant des gravures rupestres consécutives d'une occupation précolombienne du site à la période dite du Néoindien récent, il a été inscrit aux monuments historiques en 2013.

## Géomorphologie
La zone de l'abri sous roche correspond à des mornes karstiques (rattachés à la région des Grands Fonds du centre de l'île de la Grande-Terre) ayant permis la création de cavités naturelles sur différents sites du secteur de l'Anse Patate, dont les grottes 1 et 2 de cette dernière et les grottes 3 et 4 de la ravine Patate, mais toutes distinctes de l'abri Patate stricto sensu qui est le seul à avoir été occupé à l'époque précolombienne,.
Localisé au milieu de la végétation dense, l'abri Patate est situé à environ 500 m de l'océan, à 35 mètres d'altitude, au sommet d'un vallon dominant de 20 m son fond,  orienté vers le sud-est et creusé dans un calcaire corallien datant du Plio-Pléistocène. Il couvre une plateforme semi-circulaire de 6 m de diamètre mais la voûte est pratiquement totalement effondrée ne laissant subsister qu'un encorbellement de 1,5 mètre d'aplomb.

## Historique
L'abri Patate est découvert le 17 mars 2003 lors des campagnes de prospection d'anciens sites d'occupation précolombiens par l'archéologue Christian Stouvenot, du Service régional de l'Archéologie (SRA) de la Direction des affaires culturelles de Guadeloupe (DAC). Il s'agit alors de la première découverte de roches gravées sur la Grande-Terre et les seules sur calcaire de toute la Guadeloupe, avec la grotte de Morne-Rita à Marie-Galante.
Datant du Néoindien récent ou Âge céramique récent (entre 900 et 1400 de notre ère, soit la culture Troumassoïde) et occupé par les populations amérindiennes de cette période, cet abri sous roche – qui constitue l'un des deux seuls sites de ce type de l'île – présente la particularité de posséder quatorze pétroglyphes anthropomorphes réduits aux caractéristiques essentielles (yeux et bouche formés par des cupules taillées) et tournées vers l'extérieur. Tous présents sur les parois et le plafond de l'abri, ils intégrent les concrétions minérales naturelles, mais l'une des gravures réalisée sur une stalactite – dite roche gravée E, d'une hauteur d'environ 40 cm – représente une figure symbolique plus complexe avec l'ovale du visage, les yeux, la bouche, le nez et les deux narines,,. Des études de datation par le carbone 14 des gastéropodes amenés dans l'abri ont permis de situer plus précisément son occupation entre 800 et 1100.
La spécificité de cet abri, par rapport à toutes les autres grottes du secteur du Moule, est la présence de vasques naturelles pouvant se remplir d'eau douce lors de la saison des pluies, ce qui est rare dans cette partie très aride de la Grande-Terre et peut expliquer l'occupation spécifique du site par les Amérindiens ainsi que la présence des gravures rupestres.
Le 22 novembre 2013, l'abri Patate – qui est la propriété de la commune du Moule – ainsi que le terrain d'assiette attenant sont inscrits au titre des monuments historiques,. Il fait partie depuis 2018 du « Plan de gestion de l'art rupestre en Guadeloupe », mené par la DAC régionale, visant à identifier, étudier, préserver et présenter les sites de l'archipel.

## Galerie

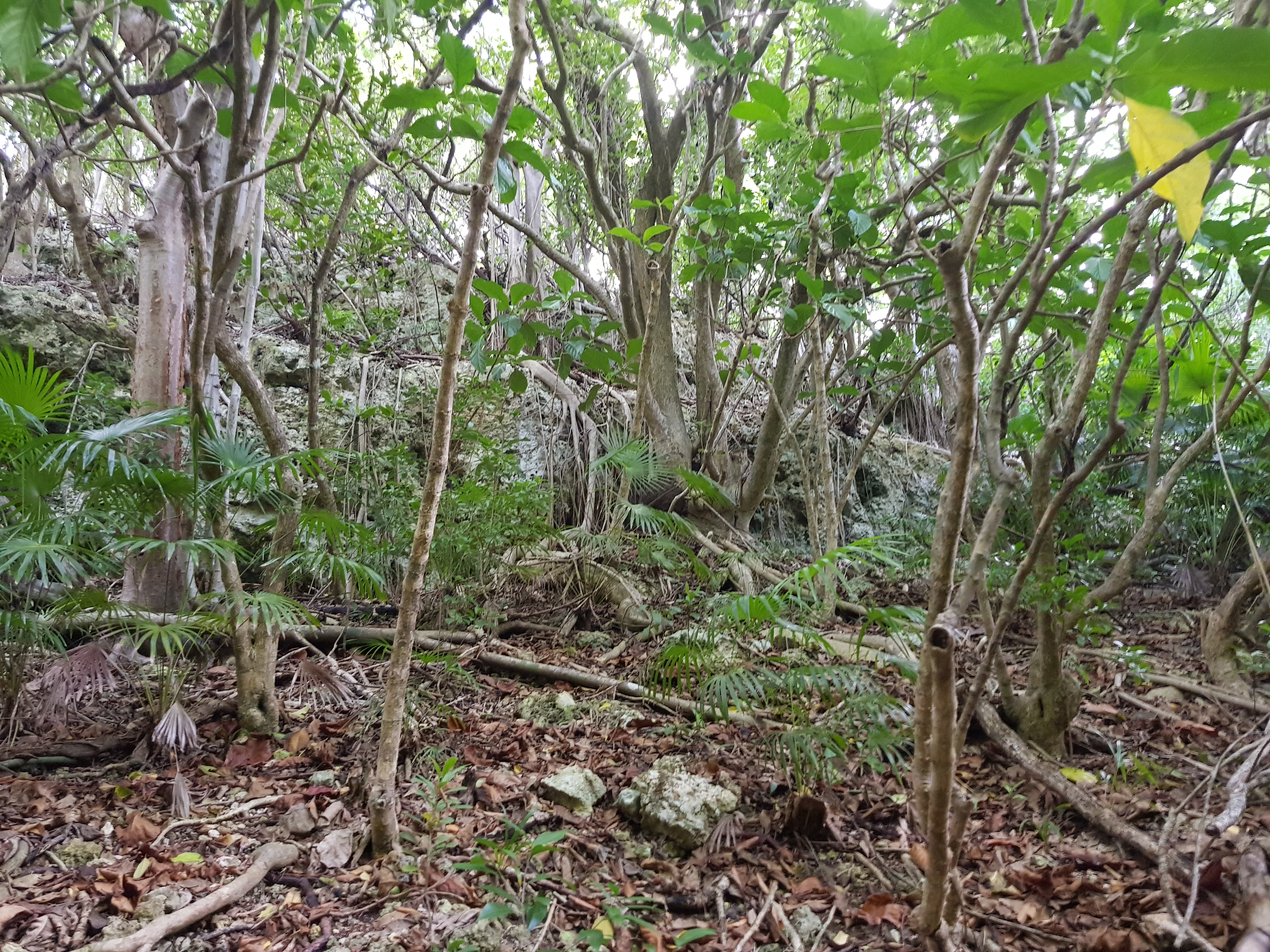
Zone de l'Abri Patate. La végétation dense ne permet pas d’accéder directement à la grotte
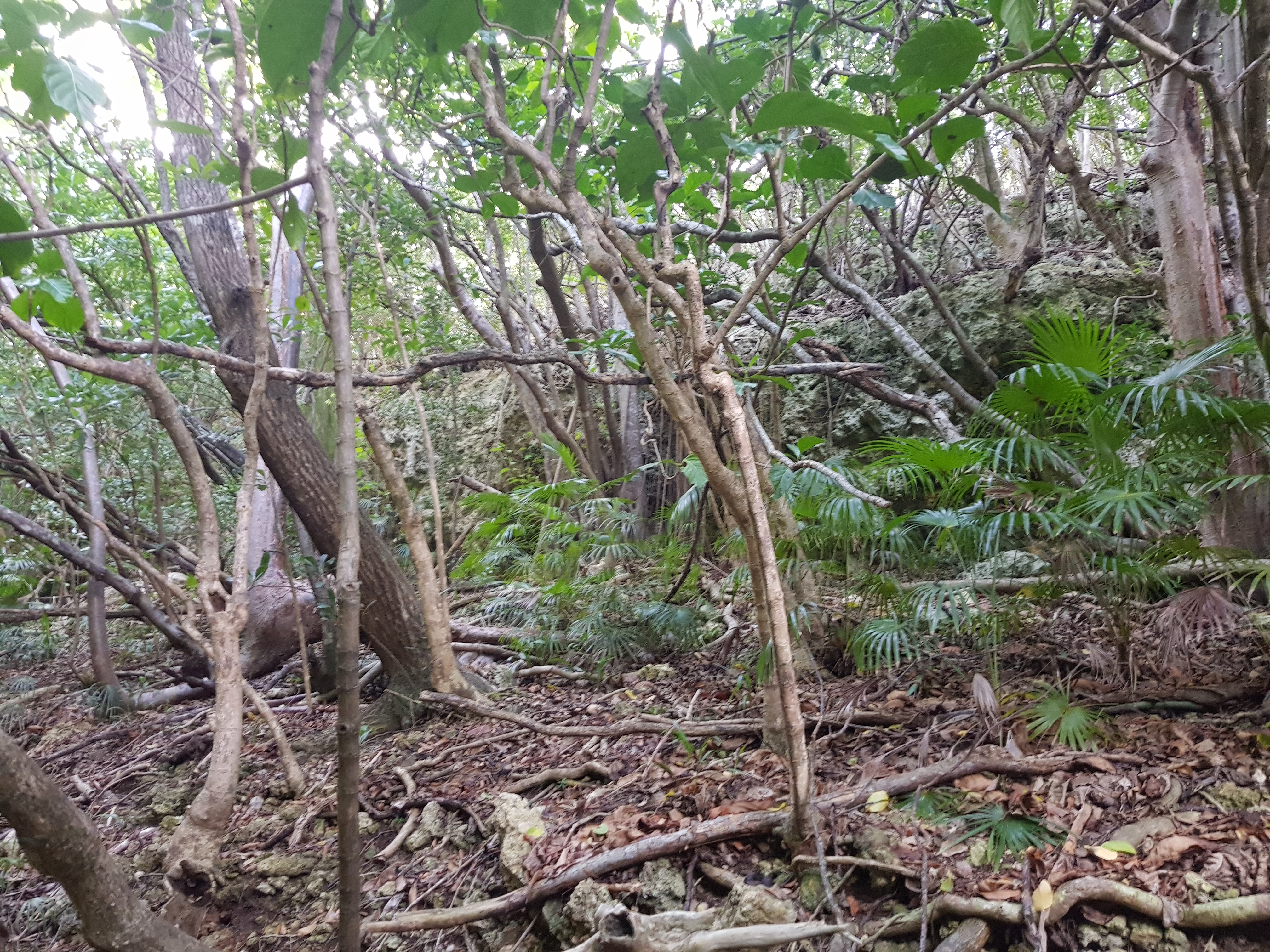
Site de l'Abri Patate
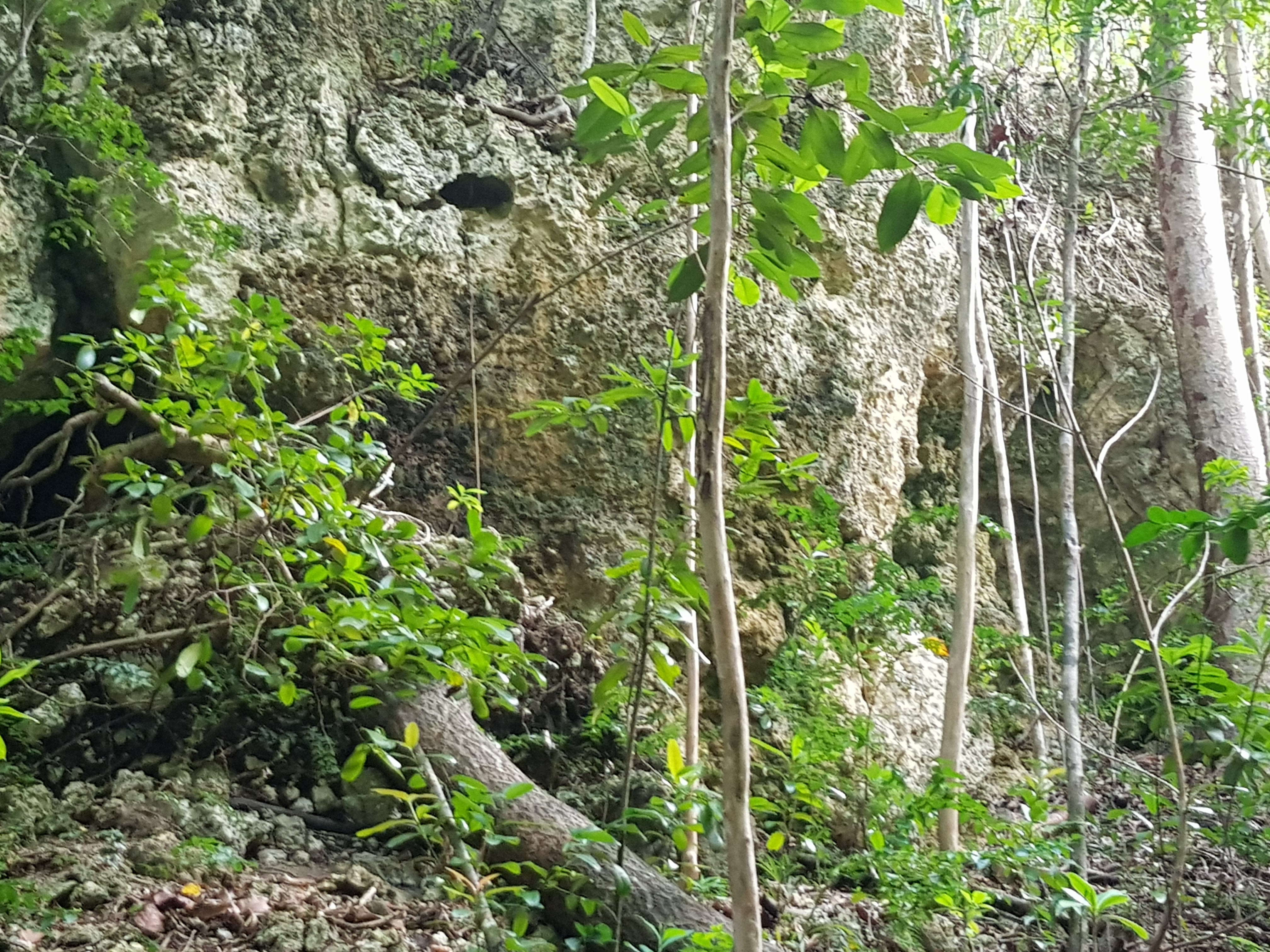
Autour de l'abri Patate

## Gravures rupestres
Actuellement, quatorze figures anthropomorphes sculptées ont été identifiées sur les concrétions de l'abri Patate ; elles ont été notées de A à N :
| Roche | Support    | Taille  | Description                | Notes                                |
| ----- | ---------- | ------- | -------------------------- | ------------------------------------ |
| A     | stalactite | 40 cm   | yeux, bouche               | fusionné à B en pilier               |
| B     | stalagmite | ~ 20 cm | yeux, bouche               | fusionné à A en pilier               |
| C     | stalagmite | 30 cm   | yeux, bouche               | concrétion avec D, possible artéfact |
| D     | stalagmite | 20 cm   | yeux, narines, bouche      | concrétion avec C                    |
| E     | stalactite | 40 cm   | yeux, nez, narines, bouche | la plus élaborée du site             |
| F     | stalactite | 60 cm   | yeux, bouche               |                                      |
| G     | stalagmite | 40 cm   | yeux, bouche               | plonge dans une vasque polie         |
| H     | stalagmite |         | yeux, bouche               | groupe H, I, J, K                    |
| I     | stalagmite |         | yeux, bouche               | groupe H, I, J, K                    |
| J     | stalagmite |         | yeux, bouche               | groupe H, I, J, K                    |
| K     | stalactite |         | yeux, bouche               | groupe H, I, J, K                    |
| L     | stalactite | 40 cm   | yeux, bouche               | plonge dans une vasque               |
| M     | stalagmite | ~ 15 cm | yeux                       | possible artéfact                    |
| N     | stalagmite |         | yeux                       | possible artéfact                    |

Les gravures E, F et G forment le groupe central principal et sont les plus visibles de l'abri Patate, les autres têtes semblant être plus secondaires. Les têtes E et F constituent un doublon en hauteur bien dissocié du reste et sont réalisées sur des stalactites très oblongues ne tenant à la paroi que par l'arrière leur donnant ainsi un aspect très réaliste de visage.